# Королевство кривых
«Королевство кривых» — пятнадцатый студийный альбом, записанный и выпущенный рок-группой «Пикник» в 2005 году. Заглавная песня с альбома была использована в одноимённом телесериале.

## Список композиций
Все песни за исключением отмеченных написаны Эдмундом Шклярским.
| №   | Название                                                    | Длительность |
| --- | ----------------------------------------------------------- | ------------ |
| 1.  | «У шамана три руки»                                         | 3:33         |
| 2.  | «И летает голова то вверх, то вниз»                         | 5:01         |
| 3.  | «Королевство кривых»                                        | 4:52         |
| 4.  | «Себе не найдя двойников...»                                | 5:10         |
| 5.  | «Ветер лилипутов» (слова – Алина Шклярская)                 | 5:15         |
| 6.  | «Бедный Робинзон Крузо» (слова – Самуил Маршак)             | 3:28         |
| 7.  | «Из коры себе подругу выстругал...»                         | 4:25         |
| 8.  | «Когда призрачный свет...»                                  | 5:17         |
| 9.  | «Все вокруг боятся радости паяца» (слова – Алина Шклярская) | 1:04         |
| 10. | «И всё...»                                                  | 3:02         |
| 11. | «Aianostre»                                                 | 3:39         |

## Участники записи
- Эдмунд Шклярский — гитара, слайд-гитара, голос, основной вокал
- Марат Корчемный — бас-гитара
- Сергей Воронин — клавишные, синтезатор
- Леонид Кирнос — ударные, перкуссия